# 神秘52區
《新神秘52區》是中天新聞台在2018年6月23日全新改版的新聞專題節目。

## 主持人
- 戴立綱（2018年6月23日－2020年12月20日）

## 播出時間

### 首播
| 頻道       | 所在地 | 播映日期              | 播出時間 | 備註 |
| ---------- | ------ | --------------------- | -------- | ---- |
| 中天新聞台 | 臺灣   | 每週日晚間20:00-21:00 |          |      |

### 重播
| 頻道       | 所在地 | 播映日期      | 播出時間              | 備註 |
| ---------- | ------ | ------------- | --------------------- | ---- |
| 中天新聞台 | 臺灣   |               | 每週一凌晨01:00-02:00 |      |
| 中天新聞台 | 臺灣   | 2018年6月23日 | 每週六14:00-15:00     | 精選 |

## 節目內容
世界之大、無奇不有，中天「神秘52區」，帶您一窺幕後真相。

## 相關節目
- 第52法庭

## 製作團隊
- 監製：梁天俠
- 編審：薄征宇
- 製作人：李曉玲
- 文字撰稿：蔣承慈、賴正鎧、孫守萱、林慧君、李曉玲
- 攝影剪輯：蘇顯榮、林書賢、蔡木啟、李政華
- 執行製作：孫紫婷
- 後製：中天後製組
- 視覺設計：中天視創中心
- 攝影：成灝霖、楊神鐘
- 燈光：林琪得
- 影音技術：潘震邦
- 技術指導：李政峰
- 助理導播：蔡閎安、陳薇萱
- 導播：蘇尹笛
- 造型團隊：伊林娛樂
- 製作、著作：中天新聞

## 外部連結
- 神秘52區的Facebook專頁
- YouTube上的神秘52區頻道